# スコット2
| 専門評論家によるレビュー | 専門評論家によるレビュー |
| レビュー・スコア         | レビュー・スコア         |
| 出典                     | 評価                     |
| ------------------------ | ------------------------ |

『スコット2』(Scott 2)とは、アメリカ出身のミュージシャン、スコット・ウォーカーが1968年にイギリスで発売した2作目のソロ・アルバムである。 
基本的には前作『スコット』の延長線上にあるウォール・オブ・サウンドのサウンド・テクニックを駆使した作りとなっている。 

## 概観
本作は、前作『スコット』の流れを汲んだ壮大なオーケストラの編曲を施した作風となっている。特に1曲目のジャック・ブレルのカバー曲「ジャッキー」は、スコットの代表曲として知られている。

## 曲目
Side 1
1. ジャッキー "Jackie" (Jacques Brel,Gérard Jouannest,Mort Shuman) 3:23
2. ふたつの世界 "Best of Both World" (Mark London,Don Black) 3:14
3. 黒羊の少年 "Black Sheep Boy" (Tim Hardin) 2:39
4. 恋するハンフリー・プラグ "The Amorous Humphrey Plug" (Noel Scott Engel ※スコット・ウォーカーの本名) 4:31
5. ネクスト "Next" (Jacques Brel,Mort Shuman) 2:50
6. 街の乙女 "The Girl from the Streets" (Noel Scott Engel) 4:11

Side 2
1. 王宮の人々 "Plastic Palace People" (Noel Scott Engel) 6:06
2. 暗くなるまで待って "Wait Until Dark" (Henry Mancini,Jay Livingstone,Ray Evans) 2:59
3. 犬と少女 "The Girls and the Dog" (Jacques Brel,Gérard Jouannest,Mort Shuman) 3:10
4. 世界の窓は雨に濡れて "Windows of the World"(Hal David,Burt Bacharach) 4:25
5. 橋 "The Bridge" (Noel Scott Engel) 2:50
6. 春来たりなば "Come Next Spring" (Lenny Adelson) 3:24

## パーソネル
- スコット・ウォーカー:ヴォーカル
- ウォーリー・ストット:編曲;指揮(Side1:1,2 Side2:6)
- レグ・ゲスト:編曲;指揮(Side1:3,4 Side2:3)
- ピーター・ナイト:編曲;指揮(Side1:4,6)
- ピーター・オリフ:エンジニア

## チャートの位置
| チャート             | 年   | ピーク位置 |
| -------------------- | ---- | ---------- |
| 全英アルバムチャート | 1968 | 1          |

## リリース履歴
| 領域     | 日付          | ラベル              | フォーマット | カタログ   |
| -------- | ------------- | ------------------- | ------------ | ---------- |
| ドイツ   | 1968年        | フィリップス        | LP           | 844 210 BY |
| イギリス | 1968年3月     | フィリップス        | LP           | 7840       |
| アメリカ | 1968年7月     | スマッシュ          | LP           | 7106       |
| 英国     | 1992年4月27日 | フォンタナ          | CD           | 510 880-2  |
| 英国     | 2000年6月5日  | フォンタナ          | HDCD         | 510 880-2  |
| 米国     | 2008年2月15日 | ひげを持つ4人の男性 | LP           | 4M150      |